# 今別町巡回バス

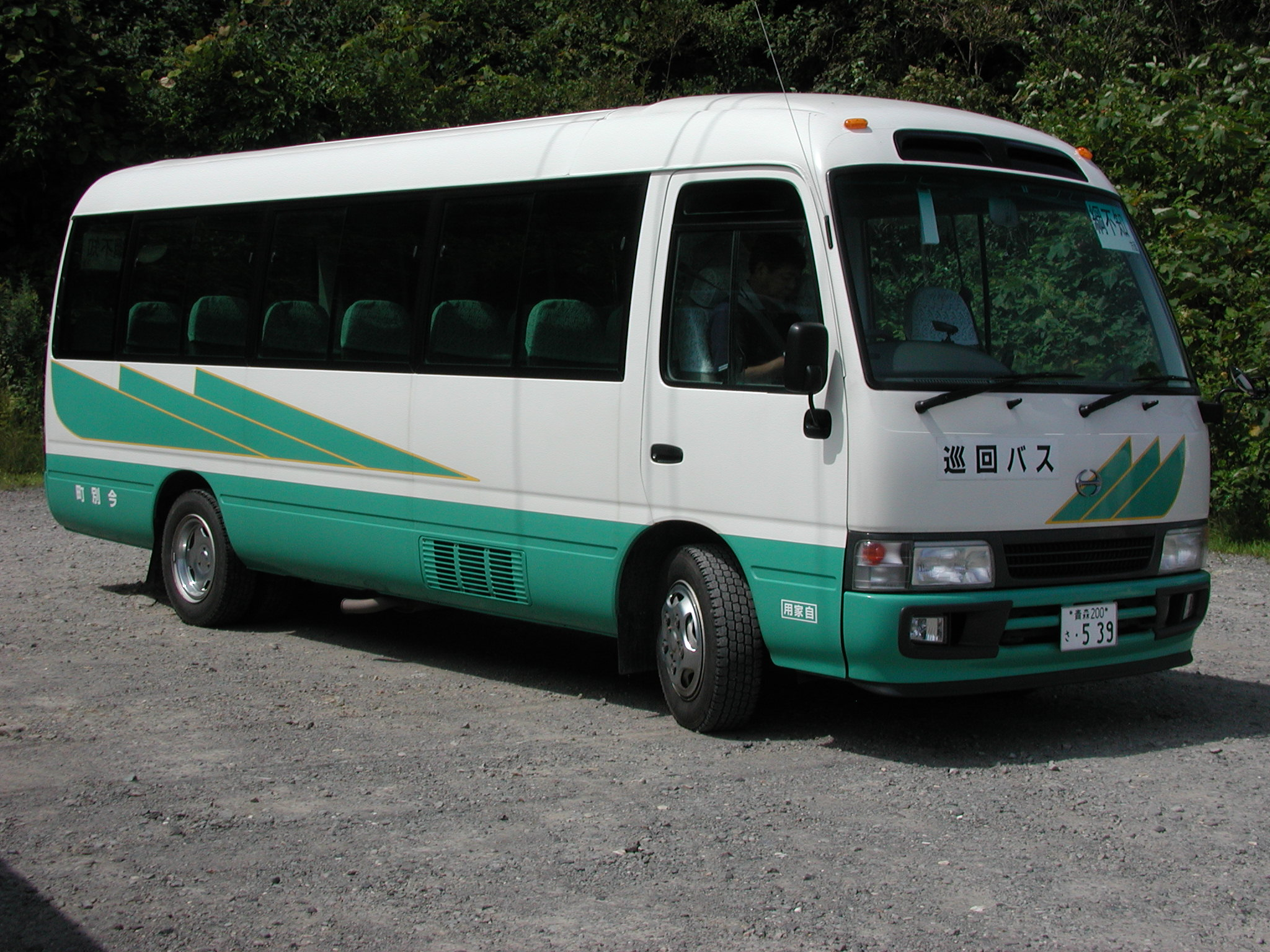
今別町巡回バスで使われる車両（2009年8月撮影）

今別町巡回バス（いまべつまちじゅんかいバス）は、青森県東津軽郡今別町内を運行する自治体バスである。青森市営バス蟹田・三厩線の廃止代替バスとして運行している。

## 運行経路

### 三厩 - 奥津軽いまべつ
- 三厩駅前 - 浜名神社 - 津軽今別医院 - 青森北校今別校舎入口 - オリオン美容室前 - 今別駅前 - ニコット前 - 相内商店前 - 大川平文化会館 - 奥津軽いまべつ駅
  - 一部便は相内商店前 - 大川平文化会館の間の停留所を経由しない。

### 中央団地 - 二股
- 中央団地12号棟前 - 今別診療所 - 今別駅前 - ニコット前 - 相内商店前 - 大川平文化会館 - 奥津軽いまべつ駅 - 二股福祉会館 - 母沢

### 三厩 - 母沢
- 三厩駅前 - 浜名神社 - 青森北校今別校舎入口前 - 今別駅前 - ニコット前 - 相内商店前 - 大川平文化会館 - 奥津軽いまべつ駅 - 二股福祉会館 - 母沢
  - 土・日・祝日運休。

### 今別 - 二股
- 今別小学校 → 津軽今別医院 → 今別診療所 → 今別駅前 → 相内商店前 → 相内梅幸宅前 （→ 大川平文化会館 → 奥津軽いまべつ駅 → 母沢）
  - 土・日・祝日運休。

### 綱不知 - 奥津軽いまべつ
- 平館 - 平館回転所（外ヶ浜町平舘地区循環バス元宇田回転所） - 綱不知砥石 - 綱不知 - 高野崎 - 袰月郵便局 - 一本木 - 今別中学校 - オリオン美容室前 - 今別駅前 - ニコット前 - 相内商店前 - 大川平文化会館 - 奥津軽いまべつ駅

### 三厩 - 綱不知
- 三厩駅前 - 浜名神社 - 津軽今別医院 - 青森北校今別校舎入口 - オリオン美容室前 - 今別駅前 - ニコット前 - 今別中学校 - 一本木 - 袰月郵便局 - 高野崎 - 綱不知 - 綱不知砥石 - 平館回転所 - 平舘

### 実証検証コース
- 西田コミュニティハウス - 青森北校今別校舎入口前 - 今別駅前 - ニコット前

## 沿革

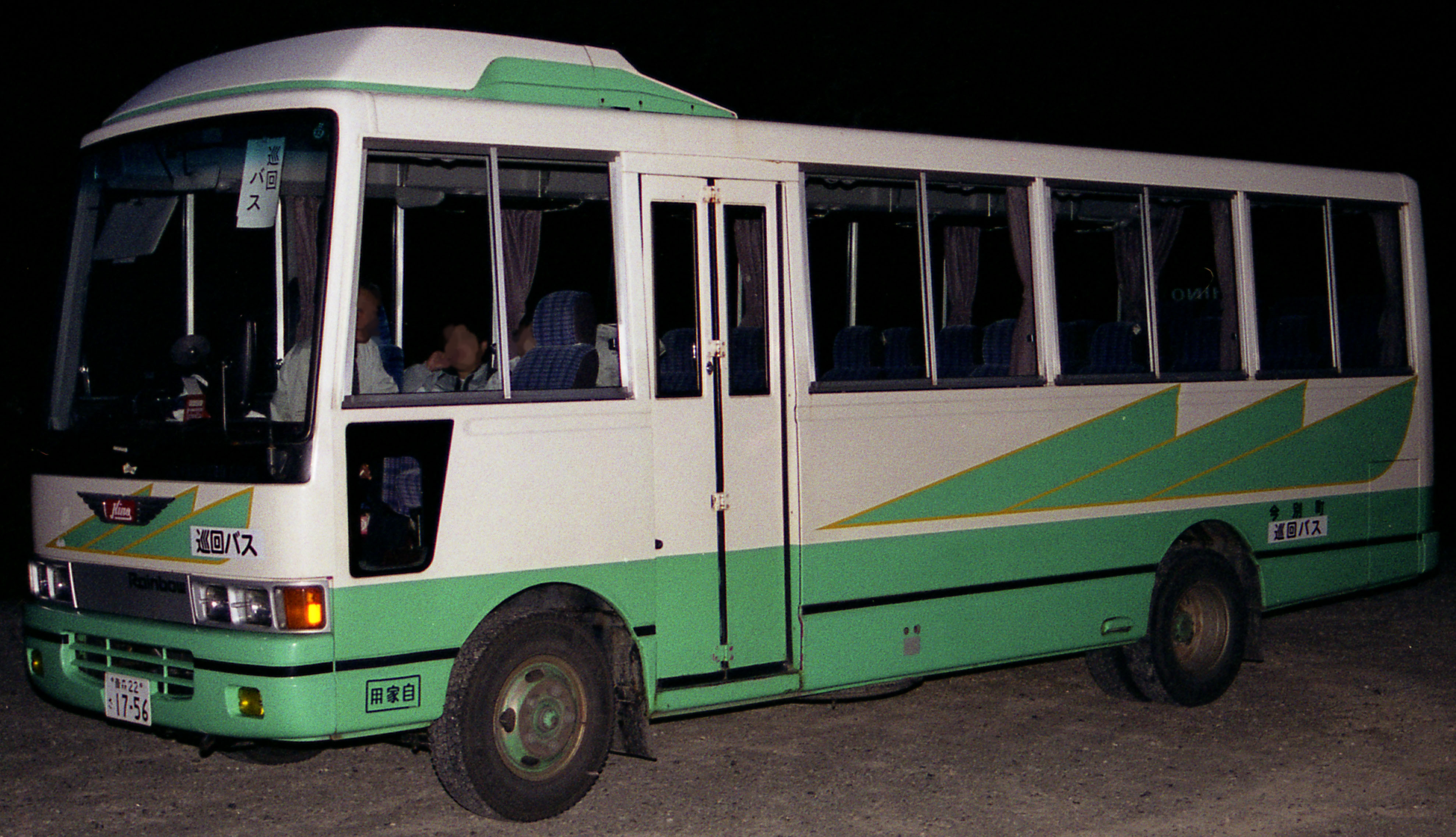
運行開始当時の車両（2001年）

- 2001年4月1日 - 青森市営バス蟹田・三厩線廃止、今別町巡回バスが代替運行開始、全便を今別駅前経由とした。
- 2002年4月1日 - 町内患者輸送バスを廃止（運行最終日は3月29日）、巡回バスに統合。
- 2005年3月28日 - 外ヶ浜町三厩地区からの通院者の利便を図るため浜名二ツ石での三厩地区循環バスとの接続開始。
- 時期不明 - 中央団地 - 二股系統の運行を開始。

かつての運行経路
- 海岸線:バス回転場所（平舘地区循環バス元宇田回転所） - 綱不知砥石 - 綱不知 - 高野崎 - 袰月郵便局 - 一本木 - 今別中学校 - 今別駅前 - 旧今別営林署 - 藤田整骨院 - 今別診療所 - 今別高校入口 - 浜名神社 - 浜名二ツ石
- 山線:三厩駅前 - 浜名神社 - 津軽今別医院 - 青森北校今別校舎入口 - 旧･今別営林署 - 今別駅前 - ニコット前 - 相内商店前 - 大川平文化会館 - 奥津軽いまべつ駅（JR津軽線津軽二股駅最寄） - 二股福祉会館 - 母沢
  - 朝の母沢行は今別駅始発、夜の今別駅前行は道の駅いまべつ始発。
  - 山線は、土休日運休。

## 運賃
- 一律200円

※ただし町内在住の高校生以下、福祉乗車券持参者、今別高校通学者は無料、町内医療機関通院者は100円となる。